# Шампиньон коренастый
Шампиньо́н корена́стый (лат. Agaricus spissicaulis) — гриб из рода Шампиньон (Agaricus) семейства Шампиньоновые (Agaricaceae). 
Научные синонимы:
- Psalliota spissa F.H. Møller, 1950 basionym
- Agaricus spissus (F.H. Møller) Pilát, 1951

## Описание
Шляпка на ранней стадии диаметром 5—8 см, полушаровидная, затем быстро раскрывается до почти плоской. Кожица беловатая, по краям завёрнута вниз, гладкая, затем может растрескиваться с образованием светлых коричнево-жёлтых чешуек от прикосновения желтеет.
Мякоть беловатая, в шляпке очень толстая, на срезе становится серо-красной, обладает миндальным запахом.
Ножка булавовидная, толстая, после раскрывания шляпки перестаёт расти в высоту.
Пластинки свободные, относительно редкие, у молодого гриба красные, затем становятся шоколадно-коричневыми или чёрно-коричневыми.
Остатки покрывал: кольцо белое, непрочное, вольва отсутствует.
Споровый порошок чёрно-коричневый.

## Экологияи распространение
Растёт на лугах, полянах, предпочитает меловые почвы. Редкий гриб, требует бережного отношения.
Сезон с июля.

## Сходные виды
Другие виды шампиньона.

## Пищевые качества
Съедобный гриб, считается не очень хорошего вкуса.